# Gaylordsville
 (mai 2018).
Si vous disposez d'ouvrages ou d'articles de référence ou si vous connaissez des sites web de qualité traitant du thème abordé ici, merci de compléter l'article en donnant les références utiles à sa vérifiabilité et en les liant à la section « Notes et références ».

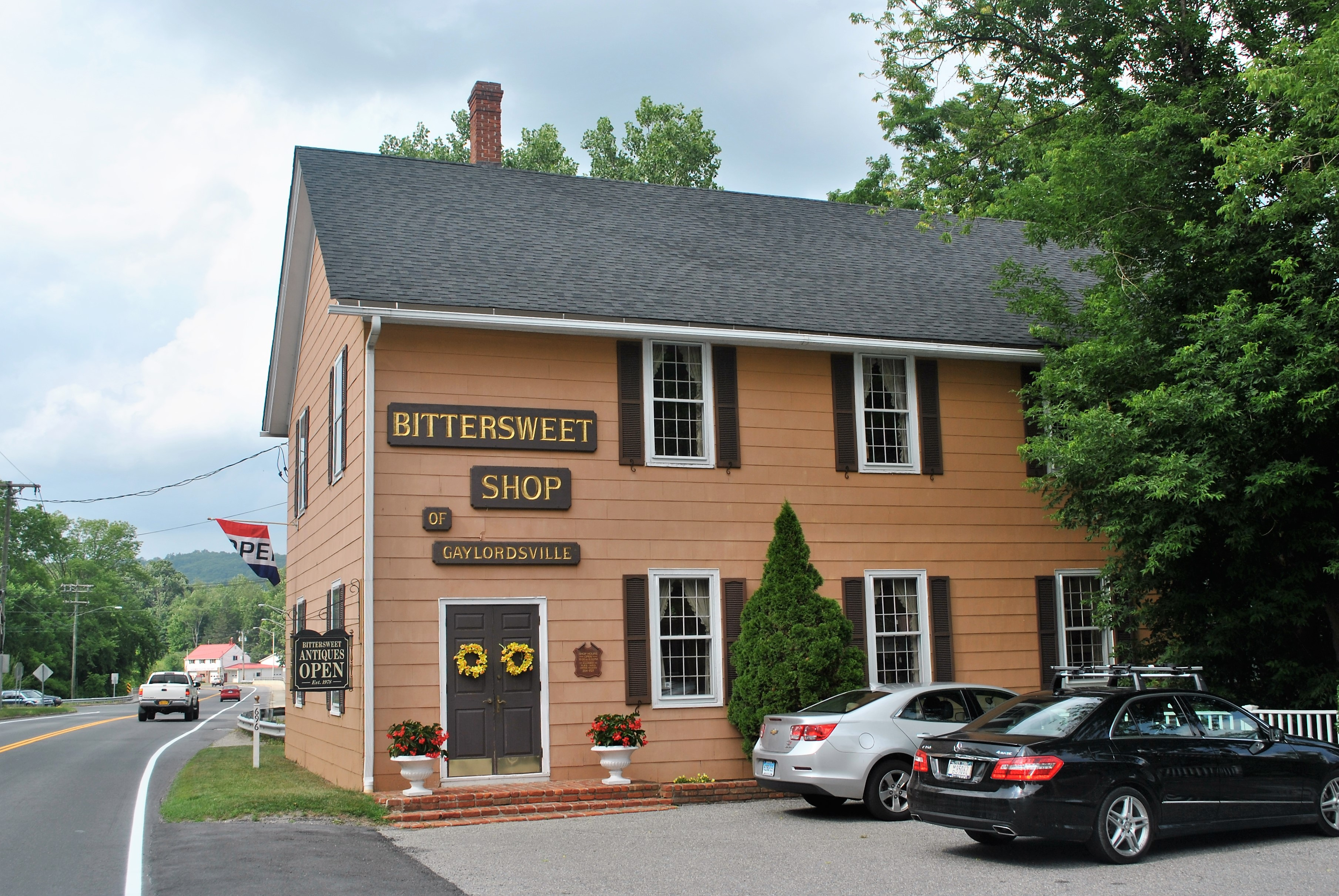
Le Bitterswett shop de Gaylordsville.

Gaylordsville est un village situé dans le secteur nord-ouest de la ville de New Milford dans le comté de Litchfield (Connecticut). Il a été fondé en 1725 par William Gaylord.[réf. souhaitée]
Sa population s’élevait à 1 133 habitants lors du recensement de 2010.